# A No No
A No No è un singolo della cantautrice statunitense Mariah Carey estratto come secondo singolo dal suo 15º album in studio Caution. Il singolo è stato mandato in rotazione sulle radio statunitensi a partire dal 4 marzo 2019.
Inizialmente era stato pensato come singolo promozionale e fu trasmesso per la prima volta sulle piattaforme musicali il 1º novembre 2018, a seguito del suo successo e approvazione da parte di pubblico e critica è stato scelto come secondo singolo ufficiale dell'album dopo  With You.

## Descrizione
A No No è stato scritto da Mariah Carey, Robert "Shea" Taylor e Priscilla Hamilton, prodotto da Carey, Taylor e con una produzione aggiuntiva da Jermaine Dupri. A No No è un brano hip hop e R&B con un ritornello allegro e un beat vivace. Contiene un testo che provoca un ex conoscente che non ha saputo gestire le aspettative della cantautrice. È stato descritto come un "bombardamento propulsivo".
A No No contiene un campionamento del singolo di Lil’ Kim del 1997 Crush on You, accreditando quindi Jeff Lorber, Kimberly Jones, Christopher Wallace, Mason Betha, Camron Giles e Andreao Heard come compositori di canzoni in quanto avevano contribuito alla parte del singolo della rapper. Il brano utilizza una versione accelerata dello strumentale e il ritornello di The Notorious B.I.G. "He’s a slut, he’s a ho, he’s a freak/ Got a different girl every day of the week." Mostra Carey che rifiuta un amante nonostante ciò che avevano in passato. Il ritornello della canzone è descritto come "orecchiabile".

## Accoglienza
A No No è stato accolto positivamente dalla critica. Lo scrittore di The Fader Myles Tanzer ha definito la voce di Carey nella canzone "innegabile", e il testo "veloce come l'inferno", ma ha ritenuto che la versione dell'album della canzone lasciasse spazio a un verso rap. Mike Wass di Idolator ha affermato che A No No è la traccia più immediata del suo album e ha ipotizzato che fosse un'ode alla sua ex manager Stella Bulochnikov.
Brittany Spanos di Rolling Stone ha scritto che con la canzone, Carey mostra "che può tradurre il suo spirito arguto in oro pop", e "si esprime in modo estremamente esplicito su questa persona offrendo insulti acrobaticamente".  È stato incluso al numero 78 nella lista di The Fader delle 100 migliori canzoni del 2018, e al numero 15 nella lista di Idolator dei 100 migliori singoli del 2018.

## Remix
A novembre 2018, durante la sua ospitata a Watch What Happens Live with Andy Cohen, la cantautrice ha espresso interesse in un remix della canzone con Lil’ Kim e Cardi B. Alla fine di quel mese, la produttrice della canzone Jermaine Dupri ha anticipato sui social media il coinvolgimento nel remix di Missy Elliott.   Nonostante ciò, 15 marzo 2019 viene pubblicato il primo remix ufficiale della canzone con la collaborazione della rapper britannica Stefflon Don. Il 5 aprile viene pubblicato un secondo remix, questa volta in compagnia della rapper Shawni, in questa versione inoltre non c'è la parte con Notorious B.I.G. ma sono state aggiunte le whistle notes finali.

## Video musicale
Il video ufficiale del singolo è stato diffuso tramite VEVO sul canale youtube della cantautrice l'8 marzo 2019, subito dopo esser stato mandato in anteprima durante il programma Good Morning America. Il video vede la Carey divertirsi insieme ad altre persone a ritmo di musica in un vagone della metropolitana, l'ambiente è illuminato da neon blu e rosa che rimandano alla copertina dell'album. Nel video fanno una comparsa anche i suoi due gemelli Moroccan e Monroe. Per il video Mariah ha impreziosito la canzone con alcune whistle notes.
Il 22 marzo è stato reso pubblico anche il video del remix ufficiale con Stefflon Don. In questa versione oltre a Mariah si vede la rapper ad una fermata della metropolitana insieme ad alcuni ballerini. Anche per il remix con Shawni è stato pubblicato un video sempre ambientato nella metropolitana.

## Esibizioni dal vivo
Mariah ha cantato A No No live ai Billboard Music Award 2019, dove è stata insignita del prestigioso Icon Award, ha scelto infatti questo brano per dare il via ad un midley che l'ha vista poi interpretare alcuni dei suoi più grandi successi prima di ritirare il premio.
La canzone inoltre fa da apertura anche ai concerti del Caution World Tour che la cantautrice porta in giro nel mondo da Febbraio 2019.